# Gustav Mayer

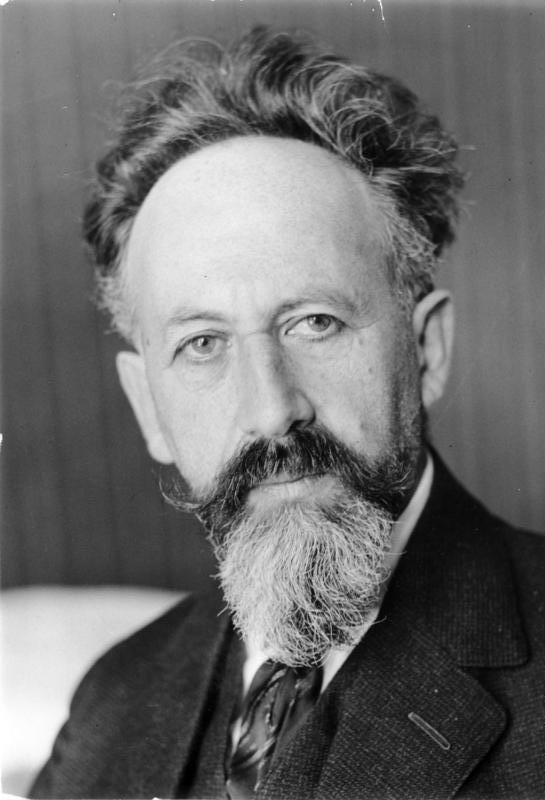
Gustav Mayer em 1931.

Gustav Mayer (Prenzlau, Brandenburg, Alemanha, 4 de outubro de 1871 — Kensington, Londres, Inglaterra, 21 de fevereiro de 1948) foi um professor, jornalista e historiador alemão com enfoque particular no movimento operário. Autor de uma importante biografia de Friedrich Engels em 1930, tendo uma edição inglesa mais enxuta em 1936, a partir da qual foi lançada em 2020 no Brasil pela Boitempo Editorial.
Mayer exilou-se da Alemanha Nazista em 1933 e viveu seus últimos anos na Inglaterra.
Foi membro do Partido Comunista da Alemanha (KPD) de 1945 a 1946 e do Partido Socialista Unificado da Alemanha de 1947 a 1948.

## Publicações (lista incompleta)
- Johann Baptist von Schweitzer und die Sozialdemokratie. Ein Beitrag zur Geschichte der deutschen Arbeiterbewegung. Gustav Fischer, Jena 1909 (Reprint Detlev Auvermann, Glashütten im Taunus 1970)
- Friedrich Engels. Eine Biographie Bd. 1: Friedrich Engels in seiner Frühzeit. Bd. 2: Engels und der Aufstieg der Arbeiterbewegung in Europa.  Martinus Nijhoff, Haag ²1934/1934 (Erstausgabe 1920; 1933 eingestampft)[1] (No Brasil, Friedrich Engels: Uma Biografia, lançado em 2020 em homenagem ao bicentário de Engels.
- Ferdinand Lassalle: Nachgelassene Briefe und Schriften. Hrsg. von Gustav Mayer. 6 Bde., Deutsche Verlagsanstalt, Berlin 1921–1925 Historische Kommission München
- Bismarck und Lassalle. Ihr Briefwechsel und ihre Gespräche. J. H. W. Dietz Nachf., Berlin 1928
- Erinnerungen. Vom Journalisten zum Historiker der deutschen Arbeiterbewegung. Europaverlag, Zürich 1949
- Radikalismus, Sozialismus und bürgerliche Demokratie. Hrsg. und mit einem Nachwort versehen von Hans-Ulrich Wehler. Suhrkamp Verlag, Frankfurt am Main 1969 (edition suhrkamp 310)